# County Donegal
Donegal (Iers: Dún na nGall) is een graafschap in het noordwesten van Ierland. Het is een van de drie graafschappen in Ulster die geen deel uitmaken van Noord-Ierland. Historisch staat het gebied dat nu Donegal vormt ook bekend als Tyrconnell.
Het heeft een oppervlakte van 4841 vierkante kilometer en een inwoneraantal van 161.167 (2011). De hoofdstad is Lifford en de grootste stad is Letterkenny. Net als andere gebieden heeft Donegal een typische fiddle-traditie.
Het landschap bestaat uit lage bergen en diep uitgesleten kustlijnen met natuurlijke loughs (meren).
Uniek voor Ierland is dat dit graafschap slechts aan één ander Iers graafschap grenst, namelijk Leitrim. Daardoor wordt Donegal nog weleens als "anders" gezien.

## Plaatsen
| Engels        | Iers               | Inwoners |
| ------------- | ------------------ | -------- |
| Annagry       | Anagaire           | 236      |
| Ballintra     | Baile an tSratha   | 217      |
| Ballybofey    | Bealach Féich      | 3.300    |
| Ballyshannon  | Béal Átha Seanaidh | 2.200    |
| Buncrana      | Bun Cranncha       | 6.839    |
| Bundoran      | Bun Dobhráin       | 2.599    |
| Donegal       | Dún na nGall       | 2.339    |
| Dungloe       | An Clochán Liath   | 1.388    |
| Falcarragh    | An Fál Carrach     | 829      |
| Glencolmcille | Gleann Cholm Cille | 724      |
| Glenties      | Na Gleannta        | 800      |
| Gweedore      | Gaoth Dobhair      | 4.065    |
| Killybegs     | Na Cealla Beaga    | 1.395    |
| Letterkenny   | Leitir Ceanainn    | 6.855    |
| Lifford       | Leifear            | 1.395    |

## Geboren
- Daniel O'Donnell, zanger
- Enya, zangeres
- Moya Brennan, zangeres
- Patrick Bonner, voetballer
- Rory Gallagher, zanger en gitarist
- Shay Given,  voetballer